# Салівончик Руслан Сергійович
Русла́н Сергі́йович Саліво́нчик (1983—2014) — капітан (посмертно), Міністерство внутрішніх справ України, учасник російсько-української війни.

## Життєпис
Народився 1983 року в місті Костопіль. 1998 року закінчив костопільську ЗОШ № 8; по тому — Костопільську філію медичного коледжу. Навчався в Національному університеті внутрішніх справ, по його закінченні працював 6 років у Каховському райвідділі міліції — сектор карного розшуку.
З початком бойових дій записався добровольцем, капітан міліції, батальйон патрульної служби міліції особливого призначення «Херсон».
29 серпня 2014 року загинув при виході з оточення поблизу Іловайська — на дорозі поміж селами Многопілля і Червоносільське. 3 вересня 2014 року його тіло разом з тілами 96 інших полеглих привезли до дніпропетровського моргу. Упізнаний бойовими товаришами та родичами.
Залишилися дружина Тетяна та маленька донька 2007 р. н.; батьки Сергій Якимович та Галина Петрівна, братом Олександр, сестрою Ольга.
Похований 6 вересня 2014 року в Костополі. 6—7 вересня в Костопільському районі оголошені днями жалоби.

## Нагороди та вшанування
- 31 жовтня 2014 року за особисту мужність і героїзм, виявлені у захисті державного суверенітету та територіальної цілісності України, вірність військовій присязі під час російсько-української війни, відзначений — нагороджений орденом «За мужність» III ступеня (посмертно).
- 23 серпня 2015-го в Костополі відкрито Меморіал Героям України, де викарбувано імена героїв Небесної Сотні та загиблих земляків під час війни на сході країни: Віталія Ставського, Руслана Салівончика, Сергія Головчака та Романа Пиясюка.
- Його портрет розміщений на меморіалі «Стіна пам'яті полеглих за Україну» в Києві: секція 4, ряд 2, місце 5
- Вшановується 29 серпня на щоденному ранковому церемоніалі вшанування українських захисників, які загинули цього дня в різні роки внаслідок російської збройної агресії[1]
- Іловайський Хрест (посмертно)
- На стіні при вході до Каховського райвідділу міліції йому встановлена меморіальна дошка[2]